# Chrysodeixis culta
Chrysodeixis culta är en fjärilsart som beskrevs av Joseph Albert Lintner 1885. Chrysodeixis culta ingår i släktet Chrysodeixis och familjen nattflyn. Inga underarter finns listade i Catalogue of Life.